# Acherontiella thai
Acherontiella thai är en urinsektsart som beskrevs av ?E. Thibaud 1990. Acherontiella thai ingår i släktet Acherontiella och familjen Hypogastruridae. Inga underarter finns listade i Catalogue of Life.